# استاد مست ۲
استاد مست ۲ (به انگلیسی: Drunken Master II) که تحت عناوین میمون مست ۲ و افسانه استاد مست نیز شناخته می‌شود، یک فیلم کمدی رزمی هنگ کنگی محصول سال ۱۹۹۴ به کارگردانی لائو کار-لیانگ با بازی جکی چان است. این اولین فیلم هنرهای رزمی سبک سنتی چان پس از استاد جوان (۱۹۸۰) و ارباب اژدها (۱۹۸۲) بود. این فیلم در آمریکای شمالی با عنوان افسانه استاد مست در سال ۲۰۰۰ منتشر شد.

## داستان
ونگ (جکی چان) ونگ به دلیل مصرف بیش از حد مشروب، به مشکل برمی‌خورد …

## دلیل ساخت فیلم
جکی چان این فیلم را در جوابیه قسمت اول همین فیلم یعنی استاد مست (میمون مست) که خوردن مشروب را در قدرتمند ساختن مبارز در طول مبارزه امری صحیح نشان داده بود، ساخت. چان در زمان اکران فیلم استاد مست ۲ از مردم به خاطر قسمت اول عذر خواهی و قسمت دوم را جوابیه به آن فیلم (با نشان دادن تخریب الکل در مبارزه و زندگی) اعلام کرد.

## بازیگران
- جکی چان
- آنیتا موی
- تی لونگ
- فلیکس ونگ
- لائو کار-لیانگ
- بیل تونگ

### جوایز
- ۱۹۹۵ Hong Kong Film Awards
  - Winner: Best Action Choreography (Lau Kar-leung, Jackie Chan Stunt Team)
  - Nomination: Best Film Editing (Peter Cheung)
- ۱۹۹۴ Golden Horse Film Festival
  - Winner: Best Martial Arts Direction (Lau Kar-leung, Jackie Chan Stunt Team)
- 1997 Fant-Asia Film Festival
  - Winner: Best Asian Film (جکی چان، Lau Kar-leung)

(Tied with پرفکت بلو (۱۹۹۸)